# Beiersdorf (Leisnig)
Beiersdorf ist ein Ortsteil der Stadt Leisnig im Landkreis Mittelsachsen. 1946 hatte der Ort 196 Einwohner. Am 1. Januar 1952 wurde er nach Naunhof eingemeindet, 1992 mit diesem nach Bockelwitz, 2012 mit diesem nach Leisnig.

## Geschichte
Beiersdorf entstand im 12. Jahrhundert im Zuge des Landesausbaus im Pleißenland. Es unterstand den  Burggrafen von Leisnig. Der Ort war stets nach  Altenhof gepfarrt.
1215 werden in einer Schutzurkunde des Bischofs von Meißen für Kloster Buch eine Grangie mit Zubehör und 4 Hufen in Beiersdorf, die das Kloster von Burggraf Gerhard erhalten hatte, genannt.
1378 hatte Beiersdorf 26 Scheffel Getreide und 26 Scheffel Hafer, dazu ein Küchenrind, an das „castrum“ Leisnig zu liefern.
1548 ist es im Amtserbbuch Leisnig erfasst. Zehn Pferdner gehörten zum (Amt) Kloster Buch, zwei zum (Amt) Kloster Geringswalde.